# Andrei Tchmil
Andrei Tchmil (in russo Андрeй Чмиль?, Andrej Čmil'; Chabarovsk, 22 gennaio 1963) è un ex ciclista su strada e dirigente sportivo belga di origine sovietica.
È giunto alla cittadinanza belga dopo aver assunto, a partire dal 1992, quelle russa, poi moldava e infine ucraina. Professionista dal 1989 al 2002, era un corridore da corse in linea di un giorno, passista con grandi doti da finisseur: conta la vittoria di tre classiche monumento, la Parigi-Roubaix nel 1994, la Milano-Sanremo nel 1999 e il Giro delle Fiandre nel 2000; nel 1999 si aggiudicò anche la classifica generale della Coppa del mondo. Dal 2010 al 2011 è stato presidente del team Katusha.

## Carriera
Nato nell'estremo oriente sovietico si trasferì giovanissimo con la famiglia nell'allora Repubblica sovietica dell'Ucraina, iniziò l'attività sportiva in Moldavia e, poco prima della dissoluzione dell'Unione Sovietica, fu ingaggiato dalla squadra professionistica italiana Alfa Lum nel 1989.
Specialista delle classiche, ha nel suo palmarès il Giro delle Fiandre (2000) e, con passaporto moldavo, un secondo posto alla Gand-Wevelgem (1997), la Parigi-Tours (sempre 1997) e soprattutto la Parigi-Roubaix, prima sua vittoria nella rimossa Coppa del mondo di ciclismo su strada, nel 1994. Ha vinto anche la Milano-Sanremo nel 1999 (da belga), anticipando all'ultimo chilometro con un'azione da finisseur il resto del gruppo.
Ha vinto la classifica generale della Coppa del mondo nel 1999 e sfiorato il successo nella prova in linea del campionato mondiale 2000: in tale occasione venne ripreso a poche centinaia di metri dal traguardo prima della volata vincente di Romāns Vainšteins.
Si è ritirato dalle competizioni nel 2002, quando, durante la preparazione per le "classiche", in seguito a una brutta caduta nella Driedaagse Brugge-De Panne e anche in conseguenza della sua età (39 anni), decise di lasciare l'attività agonistica.
Dopo l'addio alle corse è stato direttore sportivo nella squadra belga Chocolade Jacques, mentre nel 2009 è stato team manager del Team Katusha, per poi diventarne, dal 2010 al 2011, il presidente. Nel 2006 è stato nominato Ministro dello sport in Moldavia nel secondo governo di Vasile Tarlev.

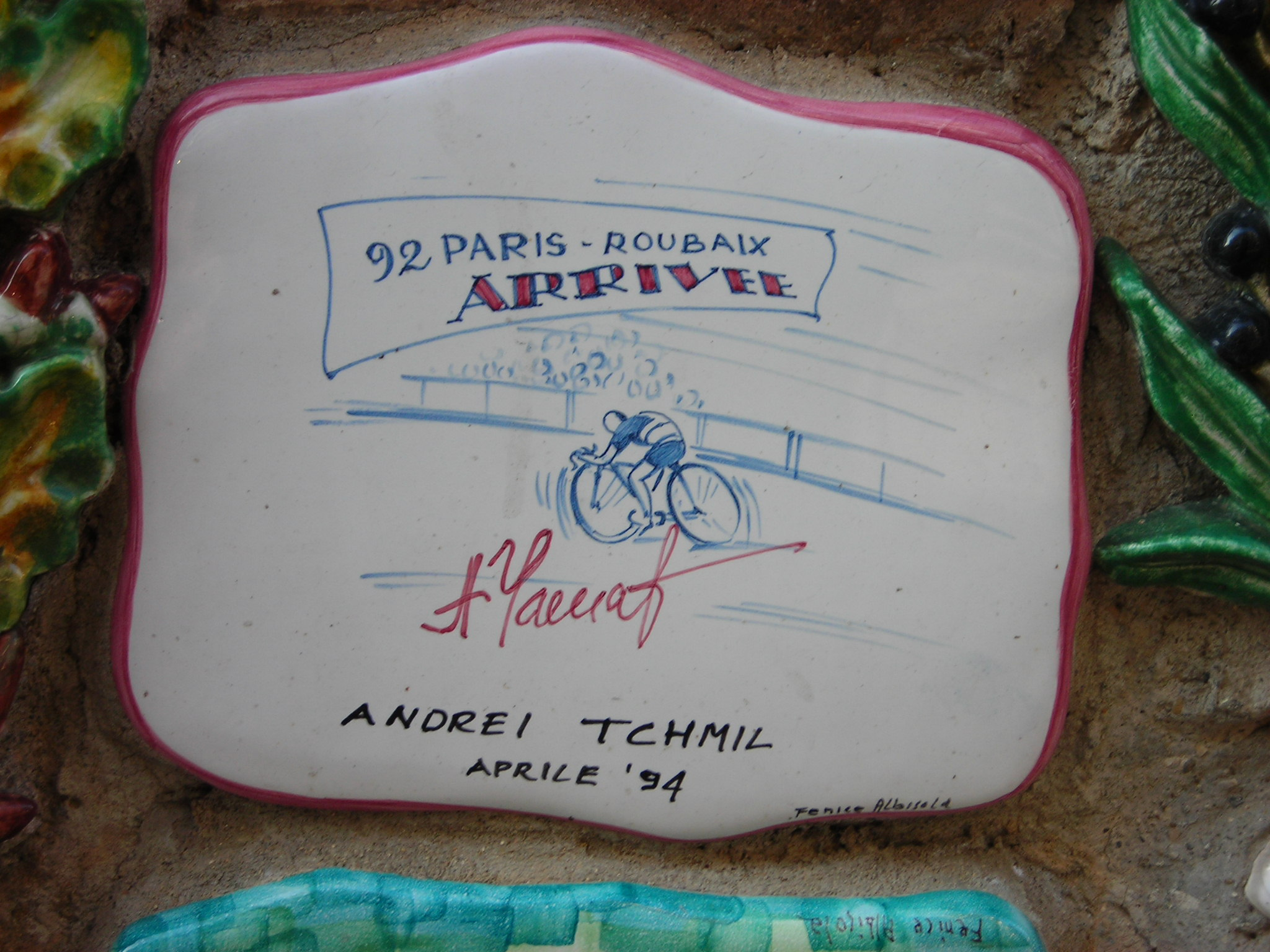
La piastrella del Muretto di Alassio autografata da Tchmil

## Palmarès
- 1987 (dilettante)

Premio Internacional La Farola
3ª tappa Vuelta a Colombia (Bogotà > Bogotà)
- 1991 (SEFB-Saxon-Gan, quattro vittorie)

Grand Prix Pino Cerami
1ª prova Trittico Premondiale (Conegliano)
Classifica generale Parigi-Bourges
Campionato sovietico, prova in linea
- 1992 (GB-MG Maglificio, una vittoria)

Wingene Koerse
- 1994 (Lotto-Caloi, sei vittorie)

E3 Prijs Harelbeke
2ª tappa Driedaagse De Panne - Koksijde (Herzele > Koksijde)
Parigi-Roubaix
4ª tappa Vuelta a Burgos (Sasamón > Roa de Duero)
3ª tappa 2ª semitappa Tour of Britain (Liverpool > Liverpool)
Grand Prix de Ouest-France
- 1995 (Lotto-Isoglass, cinque vittorie)

Parigi-Camembert
1ª tappa Giro del Delfinato (Évian-les-Bains > Montalieu-Vercieu)
1ª tappa Tour du Limousin (Limoges > Dun-le-Palestel)
Classifica generale Tour du Limousin
1ª tappa Vuelta a Burgos (Burgos > Roa de Duero)
- 1996 (Lotto-Isoglass, sei vittorie)

6ª tappa Parigi-Nizza (Vitrolles > Saint-Tropez)
2ª tappa Driedaagse De Panne - Koksijde  (Zottegem > Koksijde)
Veenendaal-Veenendaal
4ª tappa Tour de Luxembourg (Diekirch > Diekirch)
1ª tappa Vuelta a Galicia (Pontevedra > Pontevedra)
2ª tappa Vuelta a Galicia (Pontevedra > Ourense)
- 1997 (Lotto-Mobistar, quattro vittorie)

Dwars door België
Memorial Rik Van Steenbergen
Druivenkoers
Paris-Tours
- 1998 (Lotto-Mobistar, cinque vittorie)

Trofeo Luis Puig
Kuurne-Bruxelles-Kuurne
6ª tappa Parigi-Nizza (Montélimar > Sisteron)
7ª tappa Parigi-Nizza (Sisteron > Cannes)
5ª tappa Vuelta a Burgos (Oña > Burgos)
- 1999 (Lotto, tre vittorie)

2ª tappa Parigi-Nizza (Nangis > Sens)
Milano-Sanremo
4ª tappa 2ª semitappa Tour de la Région Wallonne (Houffalize > Blegny)
- 2000 (Lotto-Adecco, quattro vittorie)

Kuurne-Bruxelles-Kuurne
Giro delle Fiandre
1ª tappa Vuelta a Burgos (Burgos > Clunia)
Coppa Sabatini
- 2001 (Lotto-Adecco, due vittorie)

E3 Prijs Vlaanderen
Gran Premio Bruno Beghelli
- 2002 (Lotto-Adecco, una vittoria)

3ª tappa Giro del Belgio (Malines > Bilzen)

### Altri successi
- 1990 (Alfa Lum)

Classifica scalatori Giro del Belgio
- 1992 (GB-MG Maglifcio)

Grote Prijs Wingene - Kampioenschap van West-Vlaanderen (Criterium)
- 1994 (Lotto)

Ronde des Korrigans-Camors (Criterium)
- 1995 (Lotto-Isoglass)

Stadsprijs Geraardsbergen (Criterium)
- 1996 (Lotto)

Classifica a punti Vuelta a Galicia
- 1997 (Lotto)

Lèves (Criterium)
- 1998 (Lotto-Mobistar)

Criterium di La Salle-et-Chapelle-Aubry
Classifica a punti Vuelta a Burgos
- 1999 (Lotto)

Classifica generale Coppa del mondo
Classifica punti Tour de la Région Wallonne
- 2000 (Lotto-Adecco)

Classifica generale Kristallen Fiets

## Piazzamenti

### Grandi Giri
- Giro d'Italia

1989: 93º
1990: 97º
1993: 101º
- Tour de France

1994: non partito (20ª tappa)
1995: 71º
1996: 77º
1997: fuori tempo massimo (14ª tappa)
1998: non partito (16ª tappa)
- Vuelta a España

1990: 106º
1998: ritirato (20ª tappa)
1999: ritirato (5ª tappa)

### Classiche monumento
- Milano-Sanremo

1994: 9º
1995: 14º
1996: 10º
1997: 49º
1998: 5º
1999: vincitore
2000: 18º
2001: 41º
2002: 7º
- Giro delle Fiandre

1991: 65º
1992: 23º
1993: 11º
1994: 3º
1995: 3º
1996: 6º
1997: 4º
1998: 3º
1999: 7º
2000: vincitore
2001: 9º
- Parigi-Roubaix

1991: 49º
1992: 15º
1993: 35º
1994: vincitore
1995: 2º
1996: 6º
1997: 4º
1998: 13º
1999: 8º
2000: 24º
2001: 8º
- Liegi-Bastogne-Liegi

1991: 64º
1993: 74º
1994: 11º
1995: 12º
1998: 20º
1999: 17º
2000: 56º
2001: 32º
- Giro di Lombardia

1992: 27º
1994: 34º
1997: ritirato
1998: ritirato
1999: 14º
2000: 17º
2001: ritirato

### Competizioni mondiali
- Coppa del mondo

1994: 3º
1995: 2º
1997: 6º
1998: 7º
1999: vincitore
2000: 2º
2001: 18º
- Campionato del mondo

Chambéry 1989 - In linea: ritirato (Unione Sovietica)
Stoccarda 1991 - In linea: ritirato (Unione Sovietica)
Oslo 1993 - In linea: 6º (Moldavia)
Agrigento 1994 - In linea: 28º (Ucraina)
San Sebastián 1997 - In linea: 18º (Ucraina)
Valkenburg 1998 - In linea: 49º (Belgio)
Verona 1999 - In linea: 41º (Belgio)
Plouay 2000 - In linea: 19º (Belgio)
Lisbona 2001 - In linea: 30º (Belgio)
- Giochi olimpici

Atlanta 1996 - In linea: 33º (Ucraina)

## Riconoscimenti
- Nastro giallo nel 1997
- Kristallen Fiets nel 2000